# William Cowper (kirurg)
William Cowper, född omkring 1666 i Petersfield, Hampshire, död 8 mars 1709 i Bishops Sutton, Hampshire, var en engelsk anatom och kirurg.
Hans huvudarbete var Myotomia reformata or a new administration of all the muscels of the human body (1694, ny upplaga 1724). Han har även namngett Cowpers körtlar.